# The Who

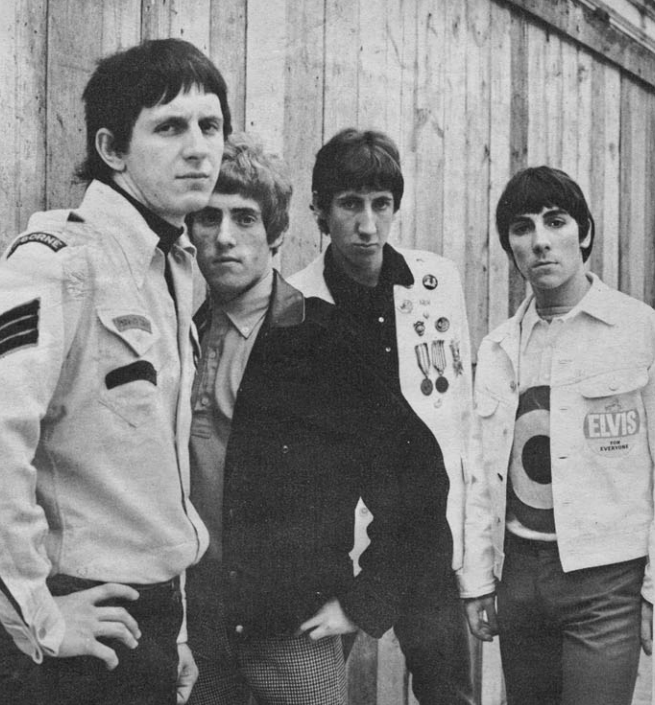
The Who 1965, (fr v: John Entwistle, Roger Daltrey, Pete Townshend och Keith Moon.

The Who är en brittisk rockgrupp, bildad 1961 i London. The Who var en av de viktigaste grupperna under mods- och "British invasion"-eran. De slog igenom med låtarna "My Generation" och "The Kids Are Alright" i mitten av 1960-talet. De gjorde sig kända för sina vilda scenuppträdanden där de bland annat slog sönder sina instrument.
The Who gjorde även två rockoperor, Tommy (1969) och Quadrophenia (1973), vilka senare filmatiserats.

## The Who's tidiga år
The Who hette under sin första tid som grupp The Detours och spelade då rhythm and blues-orienterat material. John Entwistle gick med i denna grupp 1962, och redan då var Roger Daltrey medlem. Entwistle kände Pete Townshend sedan tidigare och även han blev medlem i gruppen. Ett år senare (1963) lämnade trummisen Doug Sandom gruppen och in kom Keith Moon. Den "klassiska" uppsättningen av gruppen var nu bildad. 1961 beslöt de att byta namn till The Who. 
Gruppen spelade på Londons klubbar och en manager vid namn Peter Meaden intresserade sig för den. På hans kommando bytte gruppen 1964 kort sitt namn till The High Numbers. De gav ut en singel under det gruppnamnet men slog inte igenom.
Under tiden höll Chris Stamp och Kit Lambert på med en film, där de skulle välja ut ett okänt band och leda dem till succé. De hittade inget band som kändes rätt, tills de såg the High Numbers uppträda i västra London. The High Numbers, Lambert och Stamp skrev ett kontrakt, och bytte tillbaka till The Who. Gruppen var del i modskulturen och spelade fortfarande R&B, och ibland lite Motown, sådan musik som föll mods i smaken. Townshend brukade lyfta upp gitarren och slå huvudet på den i taket, för att få fram ett visst ljud, och under en spelning tog han i för hårt och halsen bröts av. Full av adrenalin från spelningen och arg över att gitarren gått sönder slog han den i småbitar mot scengolvet och förstärkaren. Nästa spelning hängde Moon med på konceptet, stack ner trumpinnarna genom skinnen och välte trumsetet. Efter det kom sönderslagna instrument att bli ett av gruppens kännetecken på deras framträdanden.
De fick sin första egna hit 1965 med låten "I Can't Explain" som efter att ha varit med i en tv-show blev en stor hit i England. Det riktigt stora genombrottet kom med låtarna "Anyway, Anyhow, Anywhere", "The Kids are Alright" och "My Generation" senare samma år. Dessa låtar med sitt tonårsrevolterande budskap blev mycket populära i England och gjorde även visst intrång på listorna i USA. Senare samma år släppte gruppen sitt debutalbum, My Generation som av kritiker rankas som ett av de bästa debutalbumen inom rocken.

## The Who går över till konceptalbum och rockopera
Efter singeln "Substitute" planerades det inför nästa album som kom att heta A Quick One. Det släpptes 1966. Titelspåret på det här albumet var en slags "mini-rockopera" och en föraning om vad som skulle komma. Albumet blev en hit i Storbritannien, liksom ytterligare en singel, "I'm a Boy". Gruppen började nu också uppmärksammas på allvar i USA då deras singel "Happy Jack" gick in på billboardlistans topp-40.
1967 släppte gruppen singeln "Pictures of Lily", och sedan albumet The Who Sell Out, ett konceptalbum som var både en hyllning och parodi på de olagliga piratradiostationer som sände popmusik över England på den tiden (Radio London och Radio Caroline är två exempel). På albumet fanns påhittad "reklam" blandat med musik. Här fanns gruppens första topp-tio-hit i USA, "I Can See for Miles". Samma år fick gruppen sitt genombrott i USA efter att bland annat ha uppträtt på Monterey Pop Festival. Under 1968 turnerade bandet.
Musikklimatet ändrades dock mot slutet av 1960-talet och gruppen började nu överge sina tidigare modskompositioner för mer seriösa projekt. 1968 blev ett mellanår för gruppen då de släppte de lättviktiga singlarna "Dogs" och "Magic Bus", men gruppen turnerade istället flitigt. 1969 släppte de sin första riktiga rockopera Tommy som handlade om en pojke som var stum, döv och blind men utomordentligt duktig på flipperspel. Albumet tog även upp andra svåra ämnen. "Pinball Wizard" blev den största hiten från albumet.
1970 släpptes gruppens första livealbum Live at Leeds. Det följdes 1971 av ett av gruppens mest hyllade album Who's Next. Albumet bestod delvis av låtar från en havererad rockopera vid namn Lifehouse. Här går det att hitta några av gruppens mest kända kompositioner som "Baba O'Riley", "Behind Blue Eyes", och den politiskt laddade "Won't Get Fooled Again". Här går det också att lägga märke till ett mer hårdrocksinriktat sound. Det var också deras första experiment med synthar. Albumet blev gruppens mest framgångsrika album.
Efter det följde ännu en rockopera, Quadrophenia (1973) som var uppdelad i fyra delar som byggde på de fyra gruppmedlemmarnas personligheter. Under större delen av 1974 var Roger Daltrey och Keith Moon upptagna med filmversionen av Tommy, så John Entwistle sammanställde under tiden outgivet material till samlingsskivan Odds & Sods. 1975 släpptes det mörka albumet The Who by Numbers som till stor del handlade om Pete Townshends medelålderslivskris.

## Senare år
Efter The Who by Numbers försvann gruppen från rampljuset och kom inte att visa sig igen förrän 1978 då de släppte albumet Who Are You. Albumet blev en stor hit, men bara månader efter att det släppts avled Keith Moon till följd av en överdos av medicinen Heminevrin som Moon tog för att avhjälpa sitt alkoholmissbruk. Han blev 32 år. Moon var ett mycket karaktäristiskt inslag i gruppen, och även medlemmarna själva har nämnt att gruppen aldrig blev sig lik efter hans bortgång. Kenney Jones, tidigare medlem i the Small Faces blev hans ersättare.
Nästa album från gruppen kom ut 1981, Face Dances. Då hade de också fått sällskap av John Bundrick på keyboard. Albumet It's Hard följde 1982 och var tänkt som ett avsked från gruppen. De har dock återförenats flera gånger efter det albumsläppet. John Entwistle avled 2002 av en hjärtinfarkt orsakad av en kokainöverdos natten innan the Who skulle påbörja en ny turné, men Townshend och Daltrey har fortsatt hålla gruppen vid liv sedan dess.
Endless Wire, släpptes 2006 och bandet har sedan dess genomfört en bejublad turné med över 70 spelningar i USA och runt om i Europa. I deras senaste stora Europaturné besökte de även Stockholm och Globen den 6 juli 2007, första spelningen på över 10 år. Den nuvarande uppsättningen av The Who är ute och turnerar består av de gamla legendarerna Pete Townshend och Roger Daltrey tillsammans med Zak Starkey (son till Ringo Starr), på trummor, Simon Townshend (Pete Townshends yngre bror), på gitarr, basisten Pino Palladino, samt keyboardisten John Bundrick.
2010 spelade gruppen i halvtidsvilan under Super Bowl XLIV.
2011 meddelade Pete Townshend att han återförenas med The Who inför bandets Quadrophenia-turné under 2012. Gitarristen har problem med hörseln men meddelar ändå att han återvänder till scenen.
Deras senaste album, WHO, släpptes 2019. Townshend och Daltrey skulle ut på en Storbritannien- och Irlandstruné 2020 men denna fick först skjutas upp och sedan ställas in på grund av coronapandemin.
New York Times Magazine har listat The Who bland hundratals artister vars material enligt uppgift förstördes i branden på Universal 2008.

## Medlemmar
Originaluppsättning
- Roger Daltrey – sång
- Pete Townshend – gitarr
- John Entwistle – basgitarr
- Keith Moon – trummor

Senare medlemmar
- Kenney Jones – trummor (framlidne Keith Moons ersättare 1978–1983)
- Simon Philips – trummor (under turnén 1989)
- John Bundrick – keyboards (från 1978 )
- Zak Starkey (son till Ringo Starr) – trummor (1996 -)
- Pino Palladino – basgitarr (framlidne John Entwistles ersättare)
- Simon Townshend – kompgitarr (Pete Townshends bror)

Bildgalleri

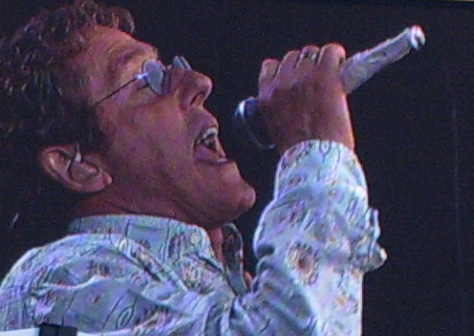
Roger Daltrey
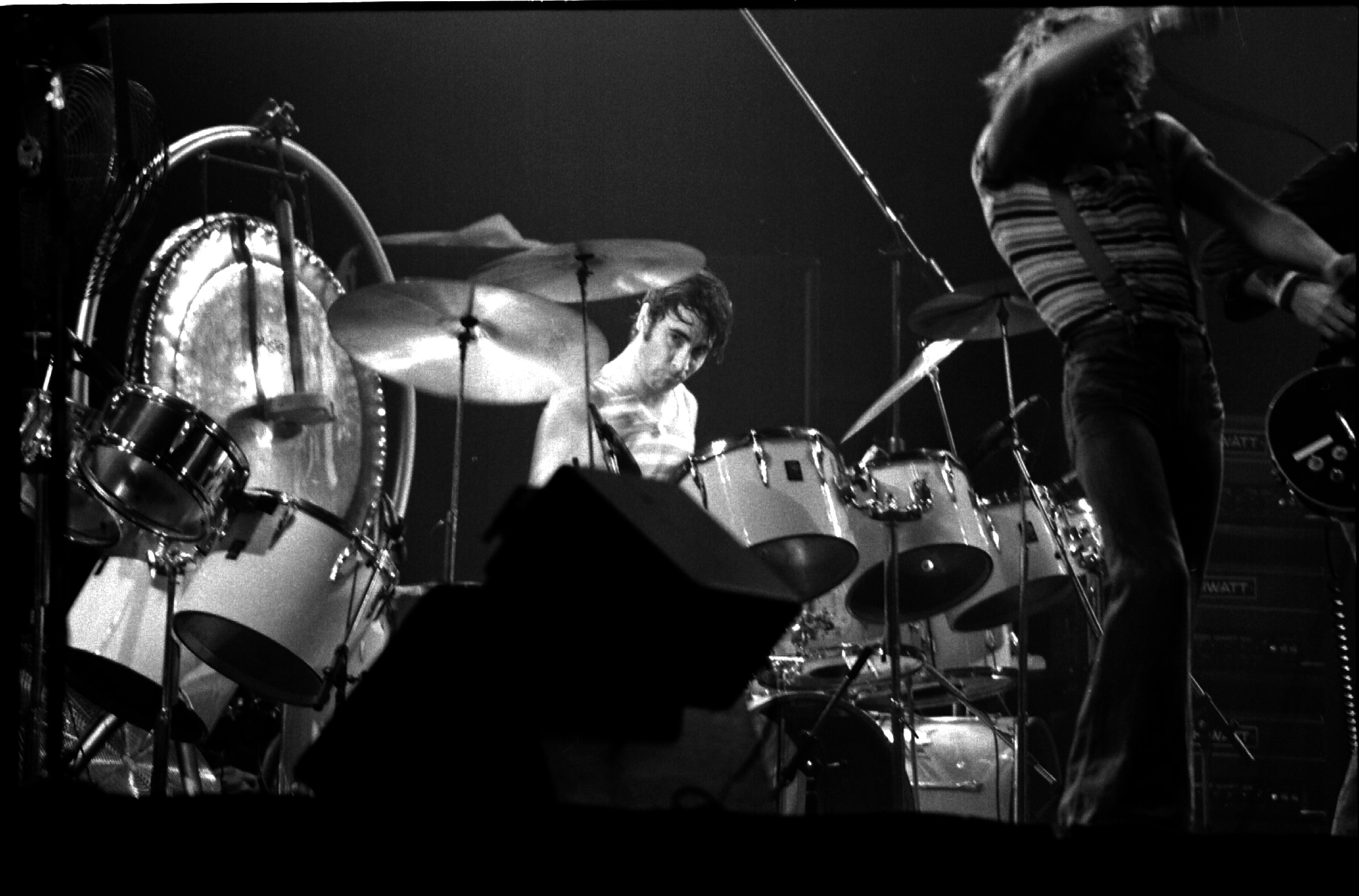
Keith Moon
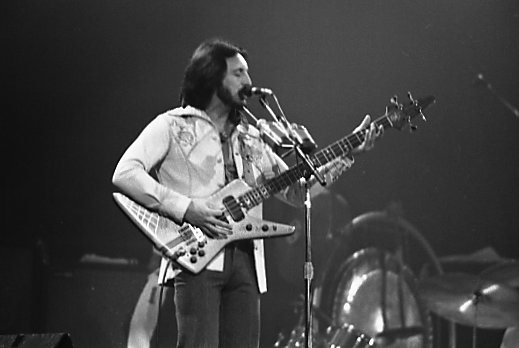
John Entwisle
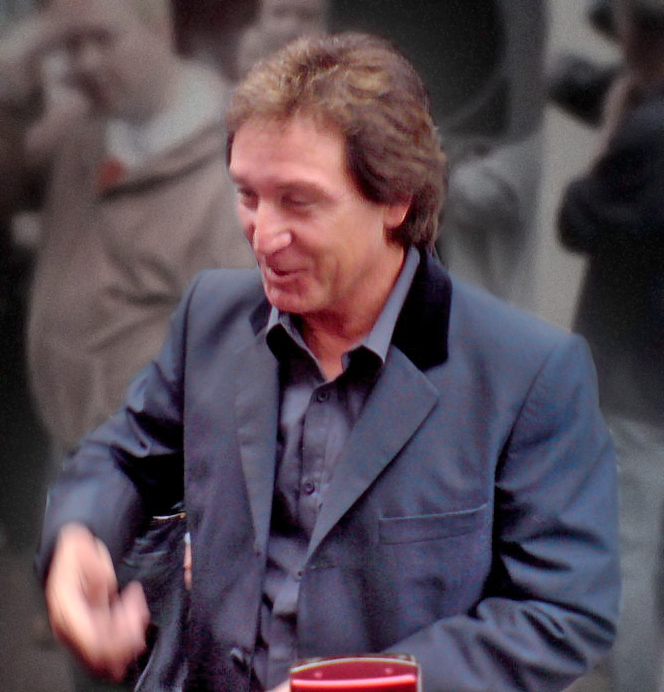
Kenney Jones
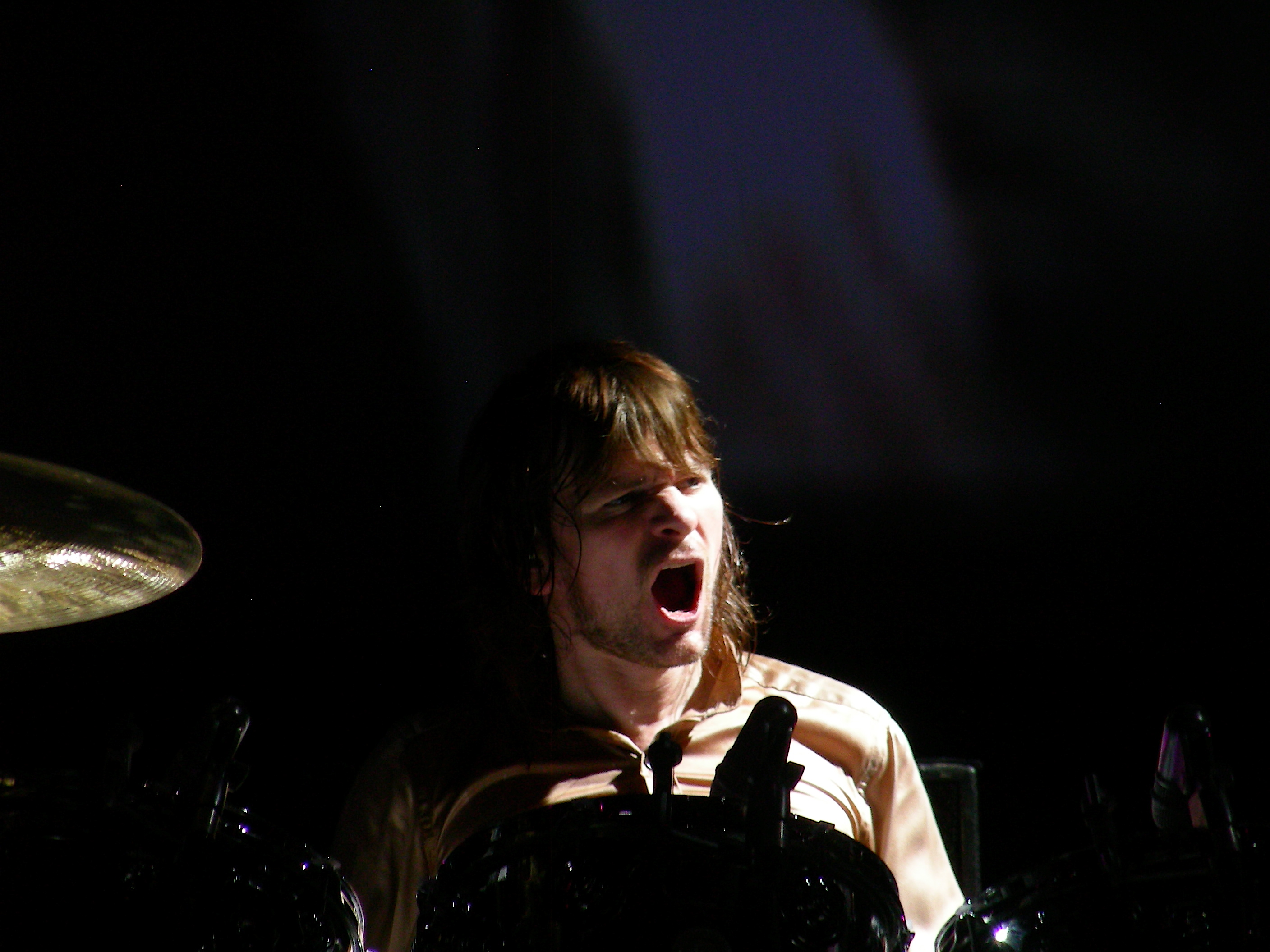
Zak Starkey

## Diskografi

### Studioalbum
(Album med "US"-markering gavs ut speciellt för USA-marknaden)
- 1965 – My Generation (utgiven som The Who Sings My Generation i USA)
- 1966 – A Quick One (utgiven som Happy Jack i USA)
- 1967 – The Who Sell Out
- 1969 – Tommy
- 1971 – Who's Next
- 1973 – Quadrophenia
- 1975 – The Who by Numbers
- 1978 – Who Are You
- 1979 – The Kids Are Alright OST
- 1981 – Face Dances
- 1982 – It's Hard
- 2006 – Endless Wire
- 2019 – WHO

### EP
- 1965 – Instant Party
- 1965 – Ready Steady Who EP
- 2007 – Amazing Journey: The Story of The Who

### Livealbum
- 1970 – Live at Leeds
- 1984 – Who's Last
- 1990 – Join Together
- 1996 – Live at the Isle of Wight Festival 1970
- 2005 – Live In Hyde Park 2002
- 2007 – BBC Sessions

### Samlingsalbum
- 1968 – Magic Bus: The Who on Tour, US
- 1968 – Direct Hits
- 1971 – Meaty Beaty Big & Bouncy
- 1974 – Odds & Sods
- 1976 – The Story of The Who
- 1981 – Hooligans
- 1983 – Who's Greatest Hits
- 1983 – Rarities Volume I & Volume II
- 1983 – Who's Missing
- 1985 – The Who Collection
- 1987 – Two's Missing
- 1988 – Who's Better, Who's Best
- 1996 – My Generation: The Very Best of the Who
- 2002 – The Ultimate Collcetion
- 2004 – Then and Now
- 2007 – Amazing Journey: The Story of The Who
- 2009 – Greatest Hits

### Covers
- 2006 – Covered: The Who (Diverse artister)

### Filmer
- The Kids Are Alright
- The Moon Years
- Under Review 1964-1968
- 30 Years of Maximum R&B
- Who's Better Who's Best
- Ready, Steady, WHO!
- Anyway Anyhow Anywhere
- The Who At Kilburn 1977 (släpptes 2008)

## Spelningar i Sverige
| År   | Datum                 | Plats                              |
| ---- | --------------------- | ---------------------------------- |
| 1965 | 10/10                 | Johanneshov, Stockholm             |
| 1965 | 10/10                 | Lorensbergsparken Cirkus, Göteborg |
| 1966 | 2/6                   | Gröna Lund, Stockholm              |
| 1966 | 3/6                   | Liljekonvaljeholmen, Uppsala       |
| 1966 | 3/6                   | Berget, Söderhamn                  |
| 1966 | 4/6                   |                                    |
| 1966 | Högbo Bruk, Sandviken |                                    |
| 1966 | 5/6                   | Träffen, Nyköping                  |
| 1966 | 5/6                   | Idrottshuset, Örebro               |
| 1966 | 21/10                 | Lisebergs konserthall, Göteborg    |
| 1966 | 22/10                 | Gislövs Stjärna, Simrishamn        |
| 1966 | 22/10                 | Jägersbo-Höör, Höör                |
| 1966 | 23/10                 | MFF-stadion, Malmö                 |
| 1966 | 24/10                 | Folkparken, Halmstad               |
| 1966 | 25/10                 | Nalen, Stockholm                   |
| 1967 | 3/5                   | Lorensbergsparken Cirkus, Göteborg |
| 1967 | 4/5                   | Mässhallen, Norrköping             |
| 1967 | 4/5                   | Rigoletto, Jönköping               |
| 1967 | 5/5                   | Sporthallen, Eskilstuna            |
| 1967 | 6/5                   | Kungliga tennishallen, Stockholm   |
| 1967 | 7/5                   | Sommarlust, Kristianstad           |
| 1967 | 7/5                   | Malmö Stadion, Malmö               |
| 1972 | 23/8                  | Kungliga tennishallen, Stockholm   |
| 1972 | 24/8                  | Scandinavium, Göteborg             |
| 1997 | 25/4                  | Globen, Stockholm                  |
| 2007 | 6/7                   | Globen, Stockholm                  |